# ۱٬۳-اینداندیون
۱،۳-اینداندیون (به انگلیسی: 1,3-Indandione) یک ترکیب شیمیایی با شناسه پاب‌کم ۱۱۸۱۵ است. شکل ظاهری این ترکیب، جامد زرد است.